# 암흑가의 결투
암흑가의 결투(The Yakuza)는 미국에서 제작된 시드니 폴락 감독의 1974년 액션 영화이다. 로버트 미첨 등이 주연으로 출연하였고 시드니 폴락 등이 제작에 참여하였다.

## 출연

### 주연
- 로버트 미첨
- 다카쿠라 켄
- 브라이언 키이스

### 조연
- 허브 에델만
- 리처드 조던
- 키시 케이코
- 오카다 에이지
- 제임스 쉬게터
- 마시다 쿄스케
- 고 엘지
- 윌리엄 로스

## 제작진
- 미술: 스티븐 B. 그림스
- 의상: 도로시 지킨스